# Baleine à bosse
Megaptera novaeangliae · Mégaptère, Jubarte, Rorqual à bosse
Espèce
Statut CITES
Statut de conservation UICN

 LC  : Préoccupation mineure
La baleine à bosse, mégaptère, jubarte ou, au Canada francophone, rorqual à bosse, (Megaptera novaeangliae) est une espèce de cétacés à fanons. Elle mesure habituellement environ 14 mètres de long et pèse en moyenne 30 tonnes. La baleine à bosse peut effectuer des sauts spectaculaires hors de l’eau. Ses nageoires pectorales sont de grande taille contrairement à celles des autres cétacés et son chant très élaboré est aussi une de ses caractéristiques. Elle vit dans les océans et les mers du monde entier. Elle est un sujet privilégié pour le tourisme d’observation des baleines.

## Description

### Mensurations et longévité

Comparaison de la taille d'une baleine à bosse adulte avec celle d'un humain

Les baleines à bosse adultes atteignent en général une longueur comprise entre 13 et 15 mètres, parfois jusqu'à 17 mètres et pèsent en moyenne 30 tonnes. Les femelles sont plus grosses que les mâles. Les femelles portent un lobe (qui fait défaut chez les mâles) d’environ 15 centimètres de diamètre dans leur région génitale. Cela permet de distinguer les mâles des femelles si l’on peut voir le dessous de la baleine, car le pénis du mâle reste en revanche presque toujours caché dans la fente génitale. Les baleines mettent généralement bas tous les deux ou trois ans. La gestation dure onze mois environ. Il arrive parfois que certaines femelles se reproduisent deux années de suite.
Le baleineau mesure dès la naissance 4 à 4,5 mètres et pèse environ 700 kilogrammes. Il est exclusivement allaité par sa mère pendant les six premiers mois, puis il continue à être allaité tout en commençant à se nourrir par lui-même pendant les six mois suivants. Les baleineaux quittent leur mère au début de leur seconde année, quand ils mesurent classiquement 9 mètres de longueur.
Les juvéniles peuvent atteindre la maturité sexuelle vers l’âge de cinq ans, allant jusqu'à 10 ans. La taille adulte définitive est atteinte entre 8 et 12 ans, après la maturité sexuelle. Celle-ci est communément de 15 à 16 mètres pour les mâles et de 16 à 17 mètres pour les femelles, pour un poids de 40 tonnes. Le plus grand spécimen découvert mesurait 19 mètres et ses nageoires pectorales 6 mètres. Certaines sources parlent même d'un spécimen de 27 mètres pour 90 tonnes tué aux caraïbes, bien que ce record demeure invérifiable. Les baleines à bosse peuvent vivre de 40 à 60 ans.

### Morphologie générale

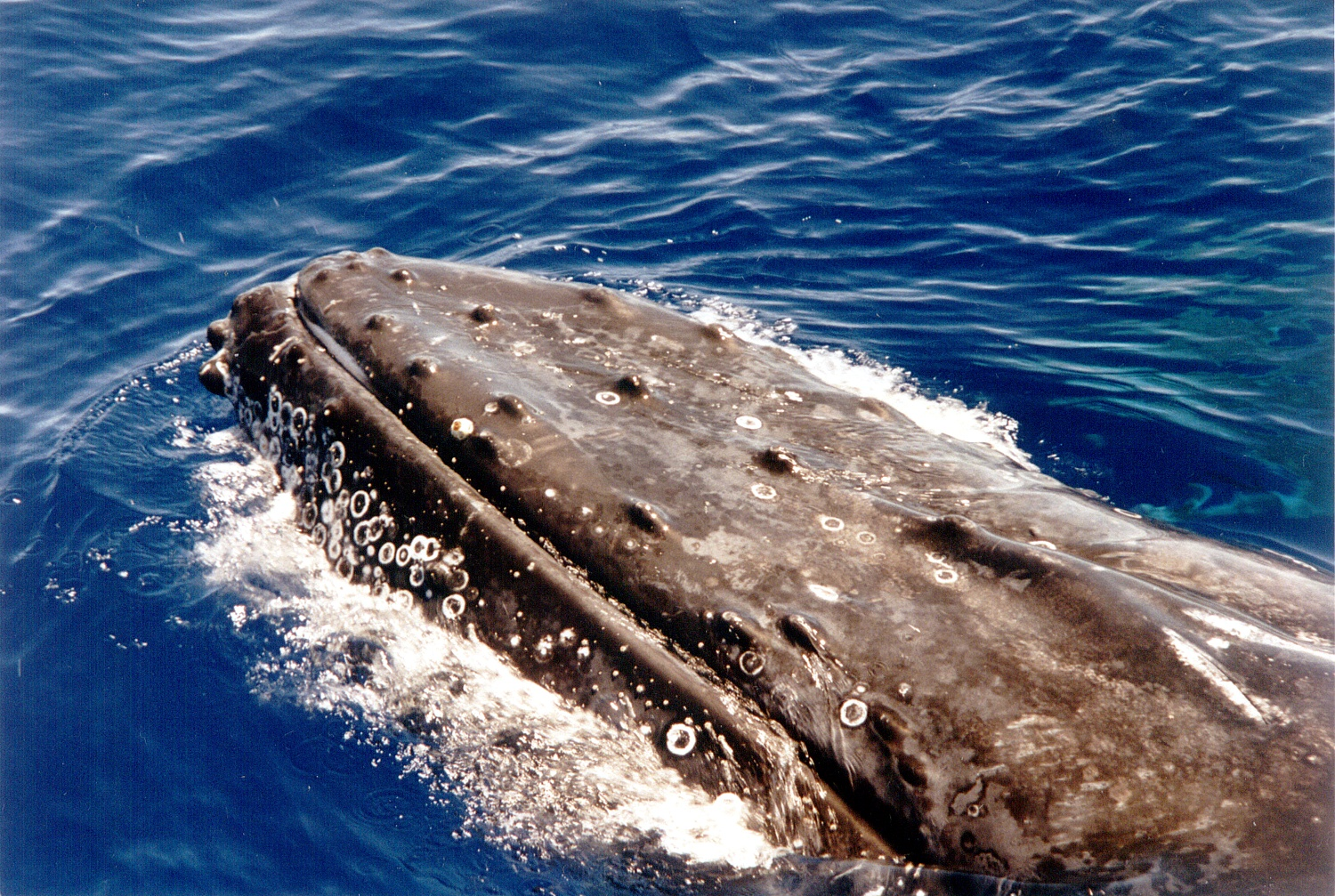
Les tubercules de la tête caractérisent la baleine à bosse

La baleine à bosse est facilement reconnaissable à de nombreux critères. Son corps est massif. Le dessus de l’animal est entièrement noir avec parfois quelques traces blanches ou grises qui sont souvent des cicatrices. Le ventre est plutôt blanchâtre. La tête et la mâchoire inférieure sont couvertes de petites protubérances appelées tubercules, qui sont en fait des follicules pileux et sont caractéristiques de l’espèce.
La grande nageoire caudale, noire et blanche, sort largement hors de l’eau quand la baleine plonge en profondeur. Le bord postérieur de cette nageoire est ondulé. Les motifs sur la face ventrale de cette nageoire sont propres à chaque individu et ne changent pas au cours de la vie. Ils servent notamment à leur identification individuelle,.

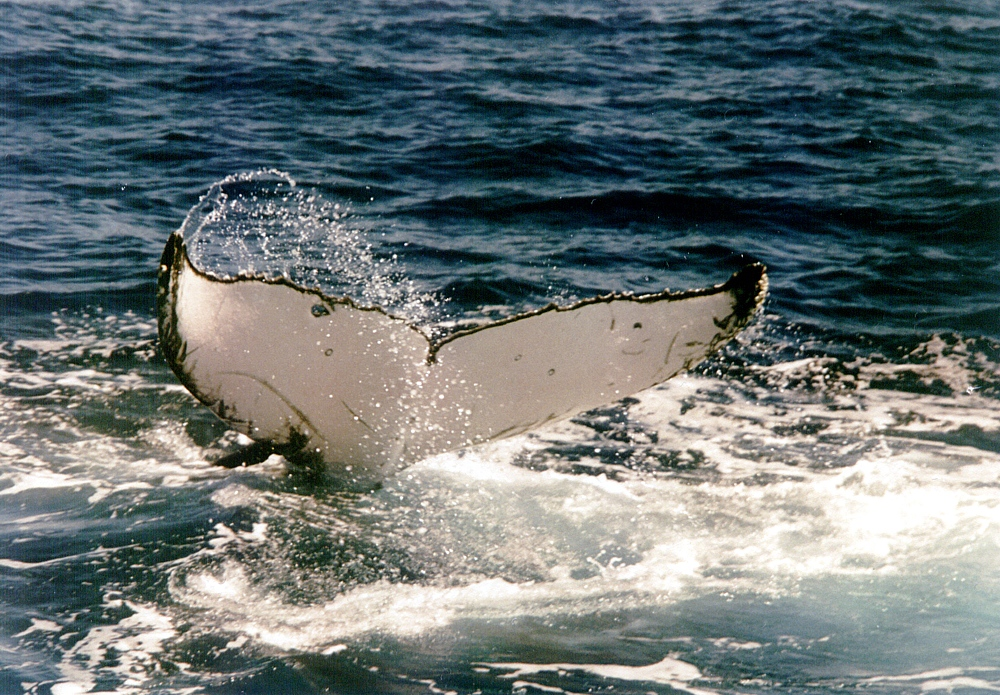
La forme de l'ondulation, les taches noires et blanches, les cicatrices de la nageoire caudale sont propres à chaque individu

Chaque nageoire pectorale peut atteindre jusqu'au tiers de la longueur du corps. C'est beaucoup plus que chez n'importe quel autre cétacé. Pour expliquer cette nette différence de longueur, plusieurs hypothèses ont été suggérées. Il pourrait s'agir d'un avantage évolutif significatif assurant une meilleure manœuvrabilité. Cela pourrait aussi permettre, grâce à une plus grande surface de contact, de mieux réguler la température interne lors des migrations entre les zones de climat chaud et celles de climat froid. Chez les baleines à bosse vivant dans l'océan Atlantique, ces nageoires sont blanches alors qu'une baleine vivant dans l'océan Pacifique a des nageoires pectorales plutôt sombres.
Quand la baleine à bosse fait surface et expulse par son évent l'air provenant des poumons, le souffle provoque un nuage pouvant atteindre 3 mètres, en forme de chou-fleur.
L’aileron dorsal, trapu, apparaît hors de l'eau peu après l'émission de ce souffle. Il continue à être visible quand l'animal fait le dos rond pour amorcer une plongée, mais disparaît avant que la nageoire caudale émerge.
Comme les autres balénoptéridés, la baleine à bosse possède des sillons ventraux et des fanons. Les sillons sont en fait des replis qui courent parallèlement entre eux de la mâchoire inférieure jusqu’au nombril (à peu près jusqu'à la moitié du ventre de l’animal). Ils permettent un très large déploiement de la gueule (un peu à la façon dont s'ouvre un accordéon). D'un nombre généralement compris entre 16 et 20, ils sont moins nombreux et aussi moins prononcés que chez les autres rorquals. Les fanons sont des productions cornées de la lèvre qui filtrent et retiennent les proies alimentaires. La baleine à bosse possède 270 à 400 fanons de couleur sombre disposés de chaque côté de la bouche.

## Écologie et comportement

### Organisation et comportement sociaux
Les baleines à bosse sont migratrices. Pendant l'été, elles fréquentent les eaux froides polaires et subpolaires à la recherche de nourriture. Pendant l'hiver, elles rejoignent les  eaux chaudes tropicales et subtropicales pour  s'accoupler et se reproduire. Bien qu'on puisse les rencontrer en plein océan pendant leurs transits ou près des monts sous-marins, on les observe le plus souvent au-dessus des plateaux continentaux.

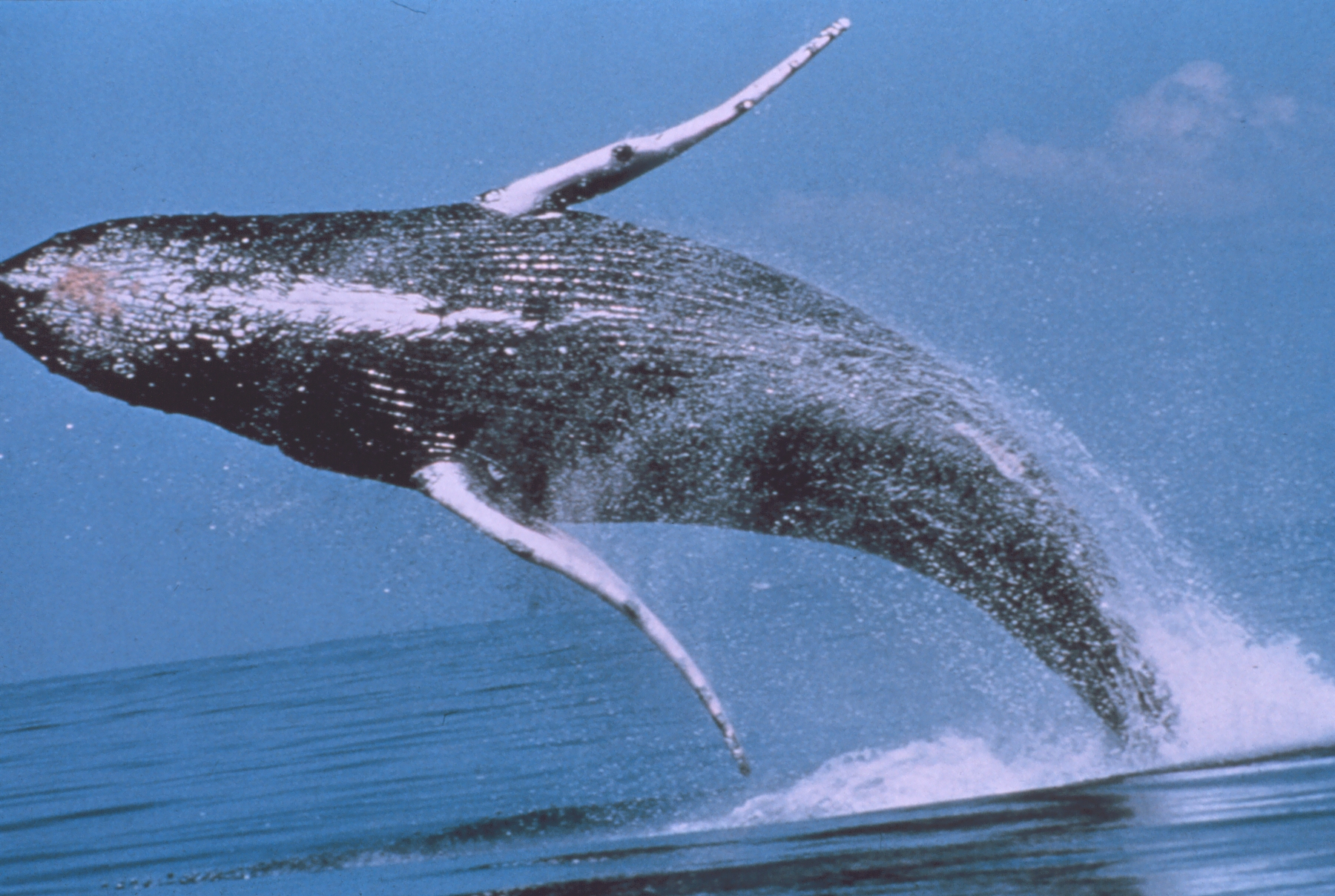
Les sauts spectaculaires font partie de la parade sexuelle.
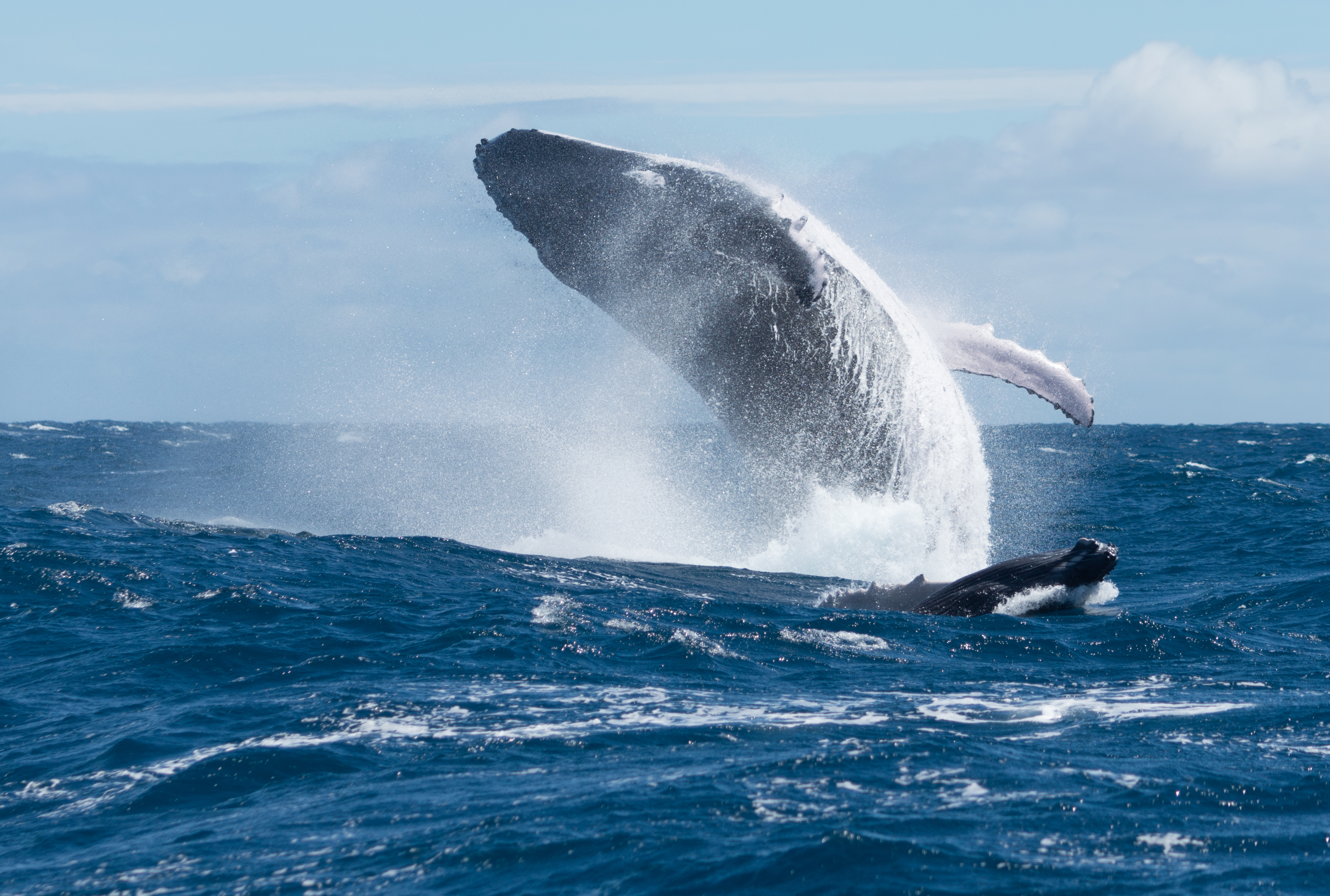
Femelle accompagnée de son petit faisant des sauts pour éloigner les mâles. Au large de Tahiti.
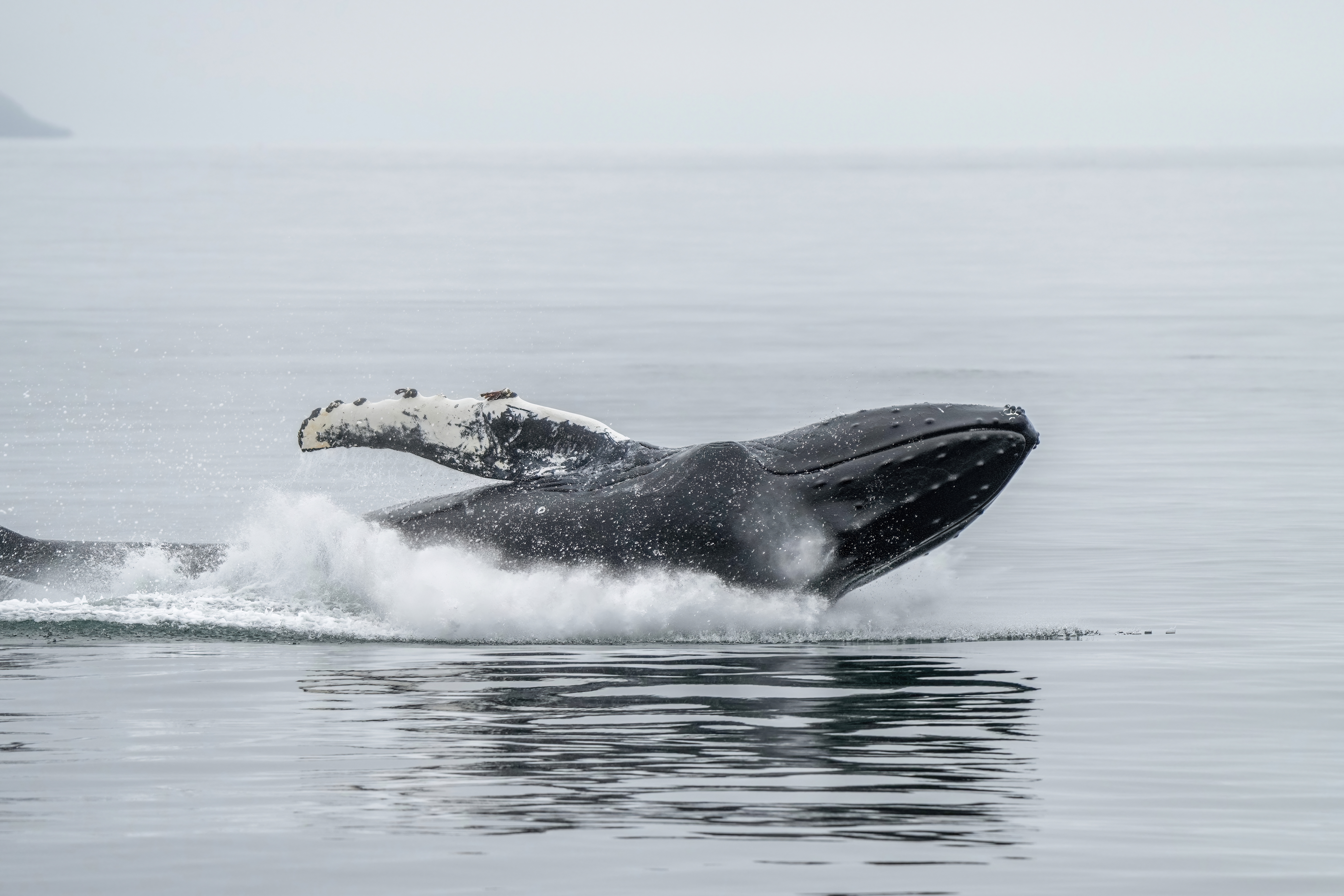
Baleine à bosse sautant en l’air et éclaboussant l’eau à Ísafjarðardjúp (Islande). Les raisons pour lesquelles les baleines sautent hors de l’eau sont encore inconnues aujourd'hui. Selon certaines hypothèses, le saut est pratiqué pour communiquer, faire la cour, affirmer sa domination, avertir d'un danger, éliminer les parasites de la peau ou jouer.

Leur organisation sociale est assez lâche. Habituellement, les individus vivent seuls ou s'assemblent en groupes transitoires pour quelques heures. En été, ces groupes peuvent se maintenir plus longtemps à l'effet de coopérer pour chasser les crustacés ou les poissons. Des relations durables de plusieurs mois ou même plusieurs années, de couples ou de petits groupes, ont été décrites, mais elles sont rares.
De grands rassemblements (jusqu'à 200 animaux) sont parfois observés. Ceux-ci ont notamment été documentés en 2011, 2014 et 2015 au large de l'Afrique du Sud. On ignore s'il s'agit d'un comportement ancien réapparu à la faveur du moratoire sur la chasse à la baleine et de la reconstitution progressive des populations (celles des baleines à bosse avaient diminué d'environ 90 %) ou s'il s'agit d'une adaptation récente à des changements dans la disponibilité des proies.
En raison de son extension mondiale, l'aire de répartition des baleines à bosse recouvre celles de nombreuses espèces de cétacés. Il n'est pas extraordinaire d'observer des baleines à bosse côtoyer d’autres dauphins ou baleines, par exemple des baleines de Minke, mais les interactions sociales sont très limitées.
Des scientifiques ont observé que cette espèce de cétacés, en particulier, avait un comportement assez singulier : on a vu par exemple en Californie un groupe de baleines à bosse protéger une baleine grise et son petit d'un groupe d'épaulards, ceux-ci ont malgré tout réussi à achever le baleineau.

### Cycle de vie et reproduction
La maturité sexuelle est atteinte entre 5 et 10 ans, ou à une longueur de 11 mètres chez le mâle, et de 12 mètres chez la femelle. L'accouplement s'effectue en eaux tropicales ou chaudes (supérieures à 20 °C) tandis que la gestation qui suit est d'un an.
La mise bas se fait elle aussi en eaux chaudes.
Le baleineau est sevré du très riche lait de sa mère au bout d'environ 10 à 12 mois, au bout desquels il aura doublé voire triplé en poids et en taille. Cependant, il n'est réellement indépendant de sa mère qu'au bout de 5 à 6 ans. Durant toute cette période, il reste près de sa mère ou dans le groupe de celle-ci, et apprend à parfaire sa technique de pêche et à reconnaître les dangers et à s'en tenir éloigné. C'est à cet âge-là aussi qu'il devient suffisamment gros et grand pour ne plus être une proie facile pour les orques.
Les parades nuptiales se déroulent pendant l’hiver en eaux plus chaudes. La compétition entre mâles est souvent intense. Des groupes de mâles de deux à douze, voire vingt individus se rassemblent autour d’une seule femelle et se livrent à des exhibitions variées pour établir la domination. La joute dure plusieurs heures et la taille du groupe fluctue avec les départs de mâles dépités ou les arrivées de nouveaux prétendants. Les parades réalisées comprennent des sauts qui peuvent atteindre 5 m, des dressements verticaux, des frappements de l’eau avec les nageoires (pectorales ou caudale), des charges et des esquives. On présume que les chants jouent également un rôle important dans cette compétition, mais les spécialistes ne savent pas s’ils servent aux mâles pour s’identifier et se comparer, s’ils sont un appel à l’accouplement entre le mâle et la femelle, ou les deux. Toutes ces manifestations vocales et physiques ont aussi été observées en l’absence de partenaires potentielles et constituent aussi probablement des outils généraux de communication.

### Alimentation

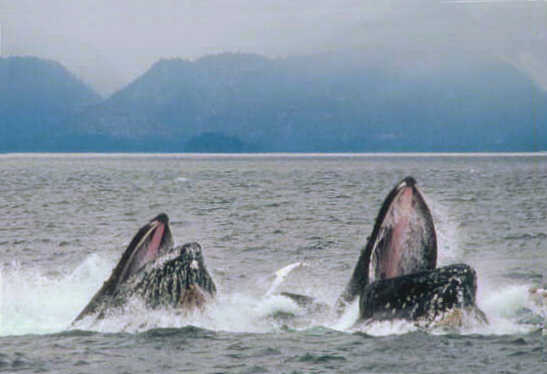
Deux baleines usant de leur gueule comme d'une épuisette pour se nourrir.

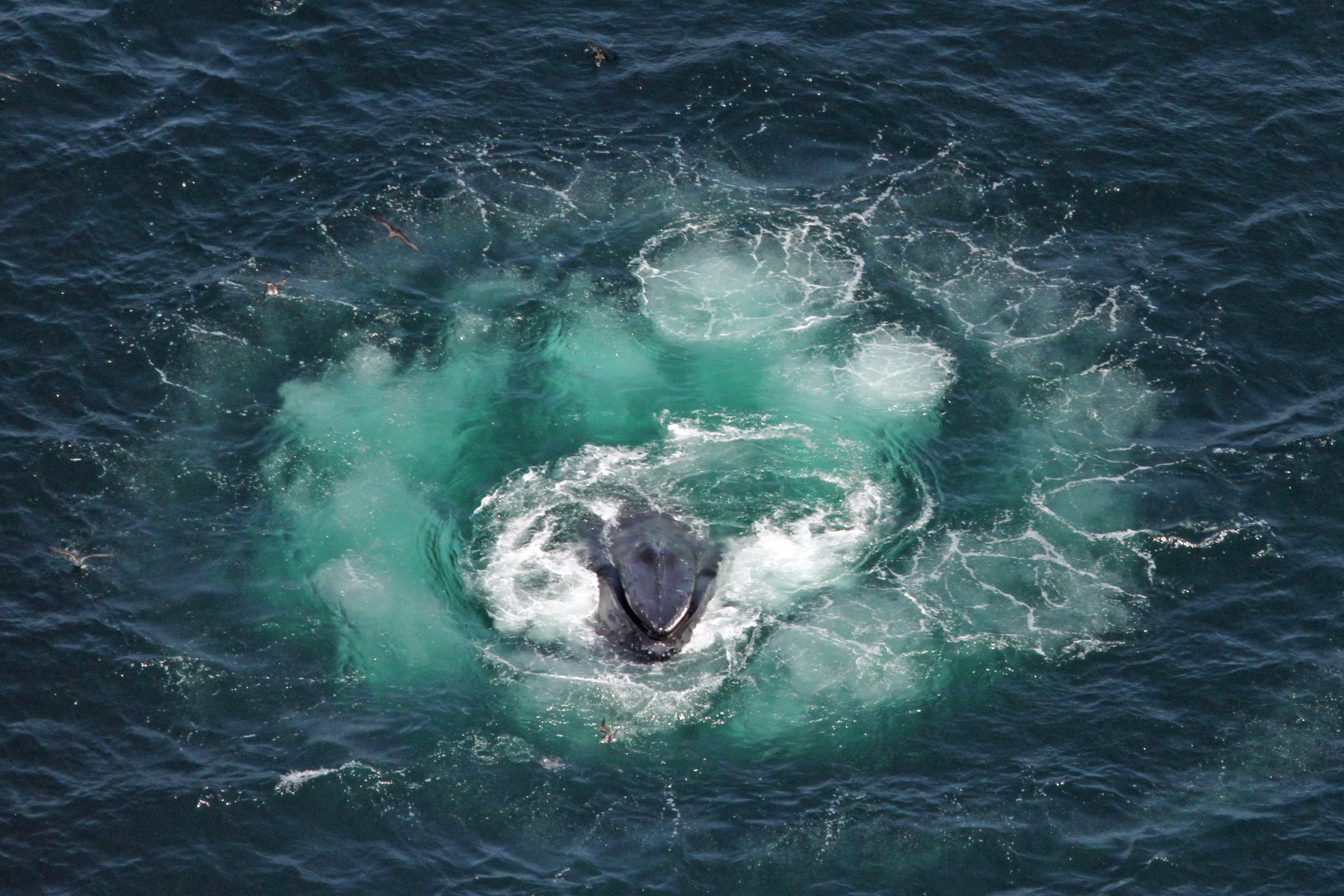
Vue aérienne d'un filet de bulles.

L’espèce se nourrit exclusivement pendant l’été et vit sur ses réserves de graisse pendant l’hiver. C’est un prédateur actif qui chasse ses proies. Les baleines à bosse de l'hémisphère sud se nourrissent principalement de krill, celles de l'hémisphère nord recherchent les bancs de petits poissons tels les harengs, les capelans, les sardines ou les lançons,,, usant de l’attaque directe ou étourdissant leurs proies en frappant l’eau avec leurs nageoires.
La technique de pêche la plus originale des baleines à bosses est certainement celle du filet de bulles. Plusieurs baleines forment un groupe, nagent rapidement autour et au-dessous d’un banc de poissons et larguent de l’air par leurs évents. Les bulles forment une barrière visuelle qui confine le banc dans un espace de plus en plus restreint. Soudain, les baleines se précipitent vers le haut à travers le rideau de bulles, gueule grande ouverte, avalant des milliers de poissons d’une seule goulée. Le diamètre du filet à bulles peut atteindre 30 m et nécessiter la coopération de jusqu'à douze animaux.
Avec la raréfaction des harengs au large de Boston dans les années 1980, les baleines à bosse ont adopté une nouvelle technique de pêche pour se nourrir de lançons, espèces d'anguilles des sables de la côte est des États-Unis qui viennent frayer dans le secteur. Pratiquée par près de 40 % de la population locale qui se transmet ce comportement par son réseau social, cette tactique de chasse consiste à frapper la surface de l'eau avec la face ventrale de leur nageoire caudale (lobtail feeding) de manière répétée, suivie par une séquence de capture avec un filet de bulles.

### Chant

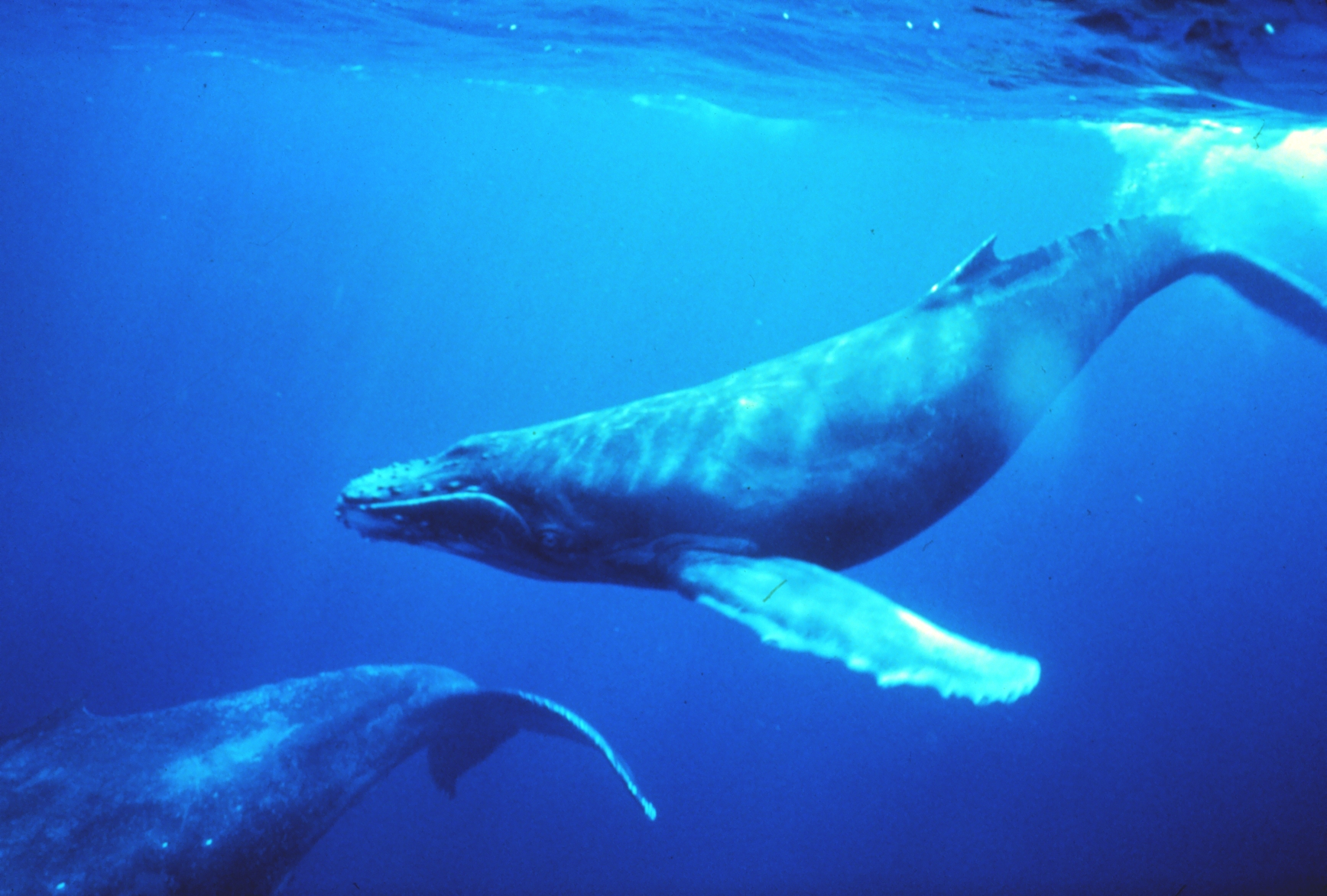
Baleines à bosse.

Les baleines à bosse sont autant réputées pour leurs acrobaties que pour leurs longs chants complexes. Elles émettent pendant des heures, parfois des jours, des motifs de notes graves qui varient d’amplitude et de fréquence, en répétant des séquences cohérentes et emboîtées. Les baleines ne chantent que pendant la saison d’accouplement : on suppose donc qu’il s’agit de chants de séduction. On notera aussi que le chant personnel d’une baleine évolue lentement au cours des années et ne revient jamais à la même séquence de notes même après des décennies.

### Prédation
L'orque s’attaque régulièrement à la baleine à bosse, plus spécifiquement aux baleineaux. Dans leur souci de défendre leur progéniture, il n'est pas rare que les mères s’en sortent avec quelques cicatrices sans toutefois toujours réussir à sauvegarder leur baleineau.
Il y a également eu  des cas d'attaques de grand requin blanc et de requin de sable sur des baleines à bosse.

## Systématique

### Histoire évolutive
Les études moléculaires les plus récentes indiquent que les premières baleines s’alimentant par filtration (dont sont issues les baleines à bosse) sont apparues à la fin de l’Éocène il y a 35 à 36 Ma. Les espèces ont ensuite peu évolué pendant une longue période. Une nouvelle phase de spéciation est alors survenue au milieu du Miocène, il y a 12 à 15 Ma. On ne sait pas si les premières baleines à bosse datent de cette époque.
Les résultats d’analyse moléculaire montrent cependant que les lignées de la baleine bleue et du rorqual commun se sont séparées il y a plus de 5 millions d’années et que la baleine à bosse s’était déjà différenciée. On peut en conclure que la baleine à bosse est une espèce vieille de 5 à 12 Ma. L’étude des fossiles ne permet pas de préciser ce chiffre car les fossiles de cétacés au-delà de 2,5 Ma sont très fragmentaires.
- Balaenopteridae et Eschrichtiidae
  - 
    - 
      - B. musculus
      - Megaptera novaeangliae
      - Eschrichtius robustus

    - 
      - B. physalus
      - 
        - B. edeni
        - 
          - B. borealis
          - B. brydei

  - 
    - B. bonaerensis
    - B. acutorostrata

### Taxonomie
La baleine à bosse est le seul représentant actuel du genre Megaptera, constituant sa propre sous-famille des Megapterinae dans la famille des Balaenopteridae (ou Balaenoptiidae) qui comprend 8 autres espèces de baleines.
Cette baleine a pour la première fois été identifiée sous le nom de « baleine de la Nouvelle Angleterre » par Mathurin Jacques Brisson dans Regnum Animale paru en 1756. En 1781, le naturaliste allemand Georg Heinrich Borowski l'a décrite pour la première fois à partir d'observations faites en Nouvelle-Angleterre et lui donne pour nom scientifique la traduction latine du nom donné par Brisson : Balaena novaeangliae. Dès le début du XIXe siècle, Bernard-Germain de Lacépède replace cette espèce dans le genre des Balaenoptera sous le nom de jubartes. En 1846, John Edward Gray crée un nouveau genre monotypique de Megaptera à partir du grec mega-/μεγα- grande, et ptera/πτερα aile pour faire référence à ces grandes nageoires pectorales. L'espèce est alors dénommée  Megaptera longpinna. Remington Kellogg renomme l'espèce en Megaptera novaeangliae.

## Répartition et habitat

Répartition de la Baleine à bosse.

La baleine à bosse peut être retrouvée dans tous les océans et mers situés entre les parallèles 71 Nord, visible dans les fjords au nord de la Norvège lors de la reproduction des harengs, et 60 Sud[réf. souhaitée]. 
Les baleines à bosse sont observées notamment au large des côtes américaines de l'océan Pacifique au large de l’État de Washington, de l'île de Vancouver et de l’Alaska, au large de la Colombie dans le golfe de Tribugá où certaines viennent donner naissance pendant l’été, le golfe de Gascogne en France, dans la baie de Byron au large de Sydney, au large de la Nouvelle-Angleterre, au large de la presqu’île de Snæfellsnes et surtout dans la baie de Skjálfandi à Húsavík en Islande, dans le golfe du Saint-Laurent au Québec (une baleine étant même remontée de manière inédite jusqu'à Montréal en mai-juin 2020, provoquant la curiosité de la population et des scientifiques,,), dans le golfe de Guinée le long des côtes du Gabon, à l'île Sainte-Marie sur la côte est de Madagascar, à La Réunion, ou encore à Mayotte.

## Étymologie et dénomination

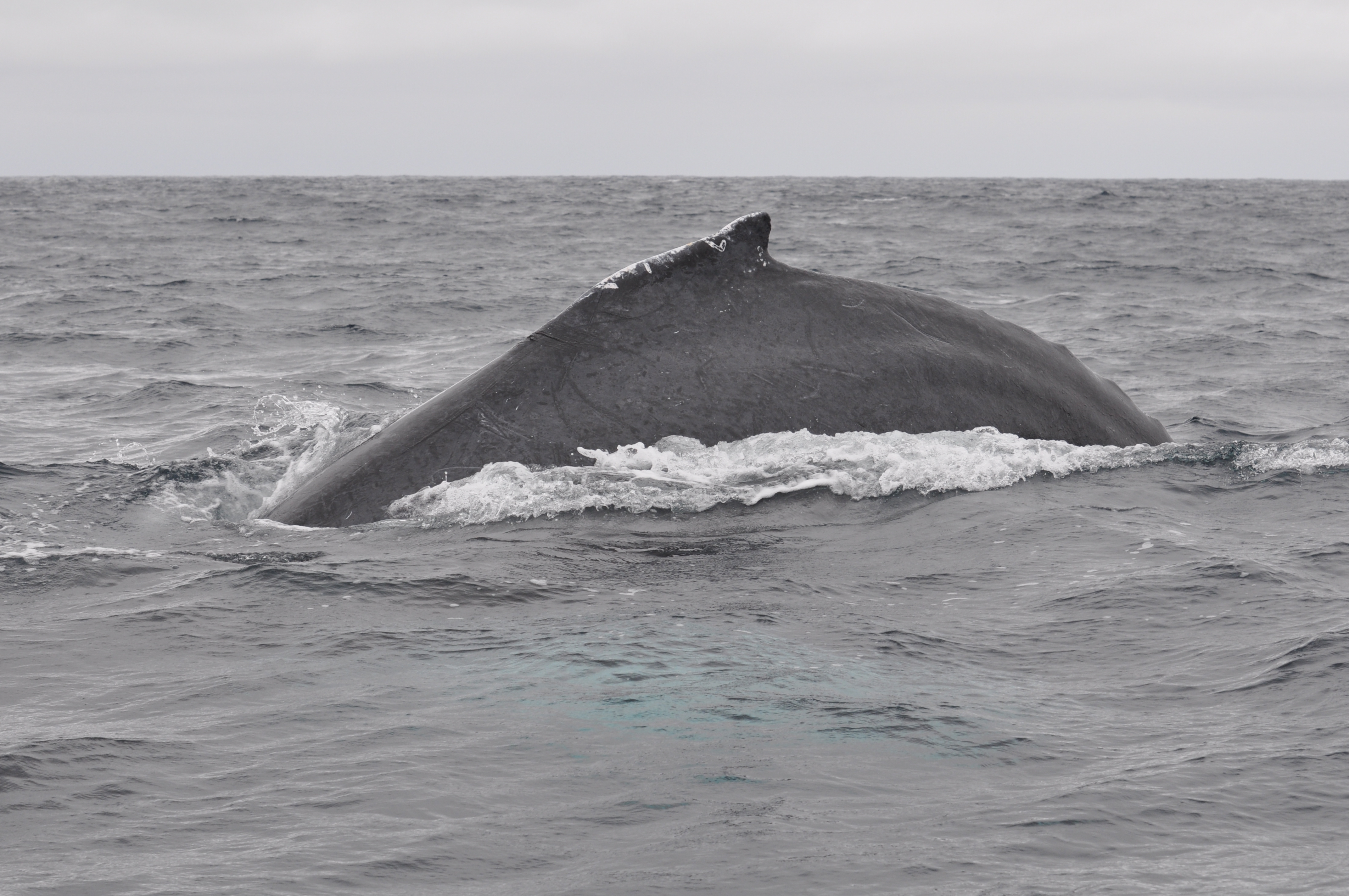
En plongeant, la baleine montre sa bosse.

La bosse (au singulier) de la baleine à bosse fait référence à son dos car l'animal, avant de sonder (c’est-à-dire avant d'entreprendre une plongée), fait le dos rond (la « bosse ») nettement au-dessus de la surface de l'eau. Éventuellement, la bosse peut désigner l'aileron dorsal lui-même (anatomiquement une bosse) qui couronne la courbure du dos lors de ce mouvement.
Le fait que la baleine porte des tubercules sur la tête et la mâchoire, entraîne parfois un faux-sens et une orthographe incorrecte avec l'emploi du pluriel : baleine à bosses.
Mégaptère vient du grec. Ce nom vernaculaire signifie « grandes ailes » et fait référence aux nageoires pectorales particulièrement longues qui caractérisent la baleine à bosse.
L'autre nom vernaculaire issu de l'ancien français Gibbar, aujourd'hui peu employé et devenu jubarte, est apparenté au portugais jubarte ou à l'espagnol yubarta. Ce terme pourrait dériver du latin gibbus qui signifie « bosse ».
Les Canadiens francophones l'appellent aussi rorqual à bosse Cette appellation a été retenue du fait que ces animaux, comme tous les rorquals, dont ils font partie, ont des sillons sur leurs gorges ainsi qu’une nageoire dorsale,.

## La baleine à bosse et l'homme

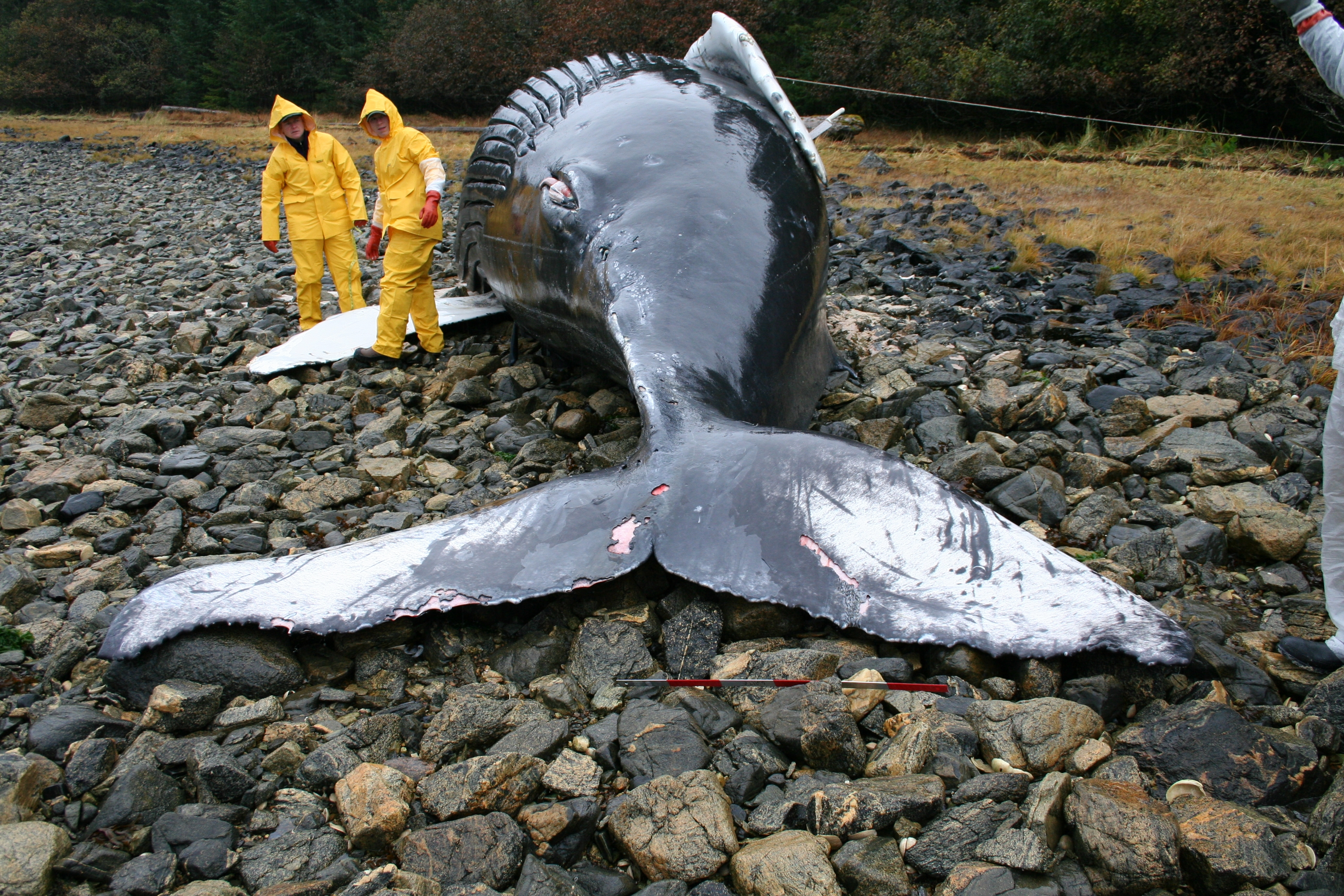
Une baleine à bosse échouée sur une plage de l'île Baranof (Alaska).

### Chasse à la baleine

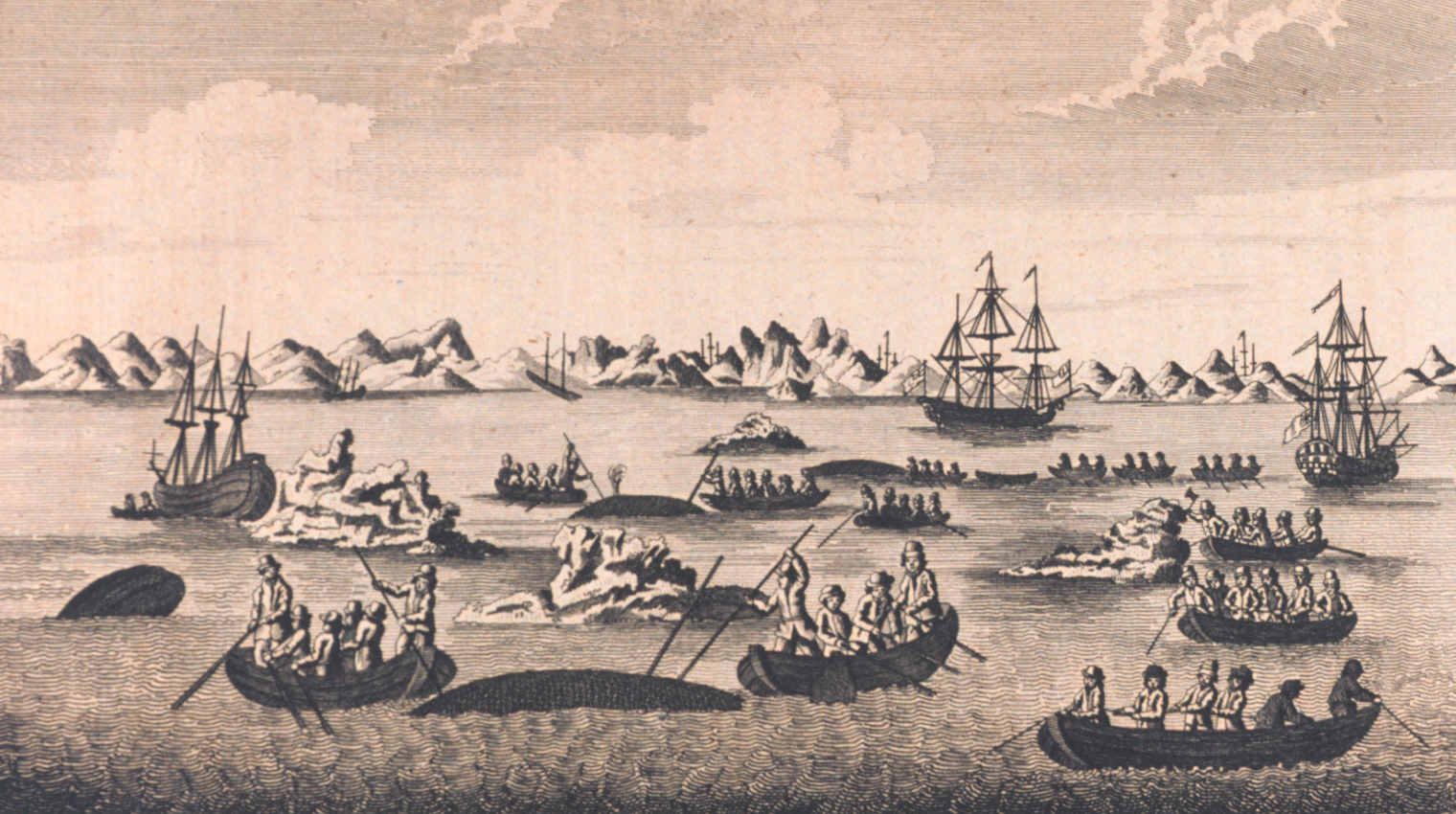
Gravure du XVIIIe siècle, représentant un épisode de chasse à la baleine.

Le premier témoignage écrit de mise à mort d’une baleine à bosse date de 1608 au large de Nantucket. On a sans doute tué des baleines de cette espèce lorsque l’occasion s’en présentait bien avant cette date et on a continué à le faire ensuite à un rythme croissant au cours des siècles suivants. Au XVIIIe siècle, on a réalisé la valeur marchande des baleines à bosse, elles sont alors devenues des proies communes pour les baleiniers pendant de nombreuses années.
Au XIXe siècle, beaucoup de pays (en particulier les États-Unis) les chassaient en masse dans l’Océan Atlantique et dans une moindre mesure dans les océans Indien et Pacifique. L’introduction du harpon explosif à la fin du XIXe siècle a encore accéléré les prises. Avec l’ouverture des mers antarctiques en 1904, le déclin est devenu dramatique pour toutes les populations de baleines à bosse du monde.
Au cours du XXe siècle, au moins 200 000 baleines ont été capturées. La population globale a diminué de plus de 90 %. Pour empêcher l’extinction de l’espèce, un moratoire général sur la chasse des baleines à bosse a été  institué en 1966. Il est toujours en vigueur aujourd’hui. Dans son livre sur les baleines à bosse Humpback Whales (1996), Phil Clapham, un scientifique du Smithsonian Institute, déclare que « cette destruction sans mesure d’une des plus magnifiques créatures de la Terre est l’un des plus grands de nos nombreux crimes contre l’environnement ».
Lorsqu’en 1966, les membres de la commission baleinière internationale ont décidé d’un moratoire pour les baleines à bosse, celles-ci étaient devenues tellement rares que leur chasse n’était plus rentable. On dénombrait alors historiquement 250 000 prises enregistrées, mais le vrai chiffre d’animaux tués est très certainement beaucoup plus important. L’Union soviétique était bien connue pour délibérément mentir sur ses chiffres, elle avait déclaré 2 710 prises alors qu'on pense maintenant qu’il y en a eu 48 000.
En 2004, une chasse limitée à quelques animaux est permise au large des îles de Saint-Vincent-et-les-Grenadines dans la mer des Caraïbes. On pense que le quota autorisé ne met pas en danger la population locale.
Le Japon a contourné l'interdiction de la chasse à la baleine à bosse, en pratiquant des pêches à but « scientifique », durant de longues années. En décembre 2007, toutefois, le Japon a annoncé que les bateaux pêcheurs japonais allaient cesser la pêche de la baleine à bosse.
Au titre des chasses aborigènes de subsistance, la Commission baleinière internationale accorde aux populations autochtones de l'ouest du Groenland et aux habitants de Saint-Vincent-et-les-Grenadines des quotas de capture de baleines à bosse. Pour la période 2019-2025, ce quota est de 70 individus (en moyenne 10 par an avec un maximum annuel de 15) pour le Groenland  et de 28 pour Saint-Vincent (en moyenne 4 par an). Au Groenland, les prises réelles s'étaient élevées entre 2010 (date officielle de reprise de la chasse) et 2018 à 61 (soit en moyenne 6,8 par an). Pendant la même période elles étaient de 15 à Saint-Vincent (en moyenne 1,7 par an).

### Populations et conservation

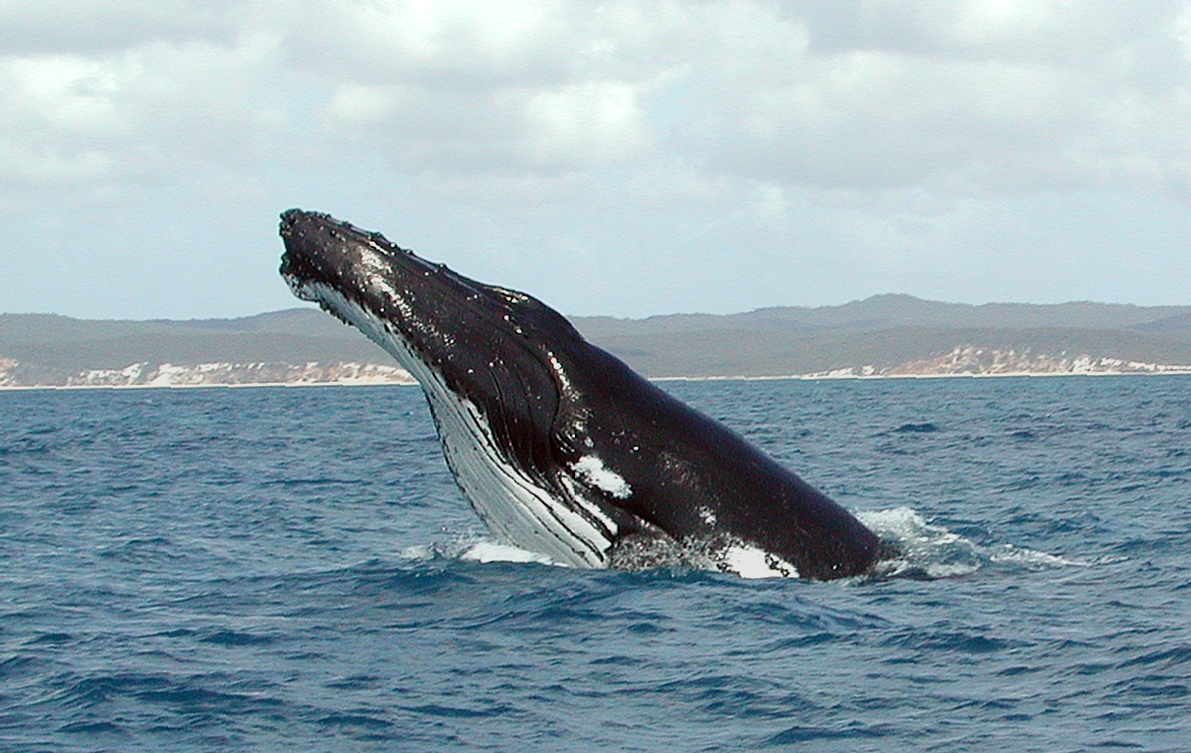
Baleine à bosse, dans la baie de Platypus, Queensland, Australie.

On rencontre la baleine à bosse dans tous les océans, dans une large bande allant des latitudes 60° S à 65° N. C’est une espèce migratrice, passant les étés dans les eaux froides des hautes latitudes, s’accouplant et se reproduisant dans les eaux tropicales ou subtropicales. Avec des distances couramment parcourues de plus de 25 000 km par an, l’espèce détient des records parmi les mammifères. Faisant exception à la règle, les populations du golfe Persique ne migrent pas et restent dans des eaux chaudes toute l’année. Il n’y a pas de baleines à bosse dans l’océan Arctique, ni dans la partie orientale de la mer Méditerranée. Alors qu'elles étaient réputées absentes de la mer Baltique, des baleines à bosse ont été observées en juillet 2006 au large de la Finlande.
Les effectifs de baleines à bosse semblent se reconstituer plus facilement que ceux des autres grandes baleines. La population est passée d’un minimum de 20 000 individus au moratoire de 1986 à 135 000 individus en 2018, dont 86 000 individus matures. Par comparaison les populations de baleine bleue à la même date ne dépassent pas 15 000 individus. On estime à 15 000 les baleines à bosse dans l’Atlantique Nord, 21 000 dans le Pacifique Nord (en 2004-2006) et 97 000 dans l’hémisphère sud. La dernière évaluation de l'UICN indique un passage au statut de préoccupation mineure, à l'exception de deux sous-espèces, la baleine à bosse d’Océanie et celle du golfe Persique,.

### Observation
Les baleines à bosse sont généralement curieuses des objets de leur environnement. Elles s’approchent souvent volontiers des bateaux et tournent autour. Elle a fait des baleines à bosse un support du tourisme d’observation des baleines (whale watching) dans beaucoup d’endroits autour du monde depuis les années 1990.

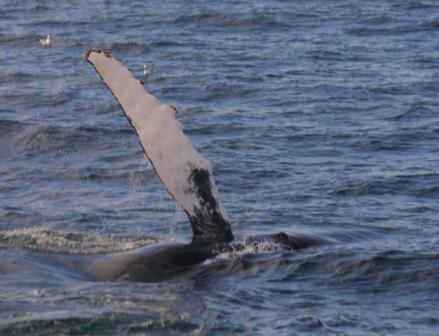
Certains pensent que les claquements de nageoires pourraient servir à tétaniser les poissons pour les capturer plus facilement

Les sites d’observation comprennent par exemple la côte pacifique américaine au large de l’État de Washington, de Vancouver et de l’Alaska, le golfe de Gascogne en France, la baie de Byron au large de Sydney, la Nouvelle-Angleterre, la presqu’île de Snaefelsnes et surtout la baie de Skjálfandi à Húsavík en Islande, le golfe du Saint-Laurent au Québec, le golfe de Guinée le long des côtes du Gabon, l'île Sainte-Marie sur la côte est de Madagascar, l’Île de la Réunion (surtout depuis 2008), à Mayotte, etc. La baleine à bosse est très populaire car elle saute régulièrement, et manifeste une variété d’autres comportements sociaux qui peuvent captiver le public.
Comme les autres cétacés, les mères sont le plus souvent extrêmement protectrices envers leur petit et cherchent donc à se placer entre toute embarcation et le baleineau avant de s’éloigner vivement. Les opérateurs touristiques sont donc invités à suivre un code de bonne conduite, pour éviter de stresser les mères inutilement.
Une baleine à bosse albinos, présumée née en 1990, qui voyage régulièrement le long de la côte est de l’Australie est devenue célèbre dans les médias locaux à cause de sa couleur très rare. On l’a appelée Migaloo (en langue aborigène le « garçon blanc ») mais on a longtemps spéculé sur son sexe, jusqu’en juin 2004 quand il a trouvé une compagne et prouvé qu’il était bien un mâle. À cause du grand intérêt porté à cet individu, les environnementalistes ont craint qu’il ne devienne perturbé par le grand nombre de bateaux qui le suivaient chaque jour. Le gouvernement du Queensland a alors ordonné une zone d’exclusion de 500 mètres autour de l’animal.

### Recherche

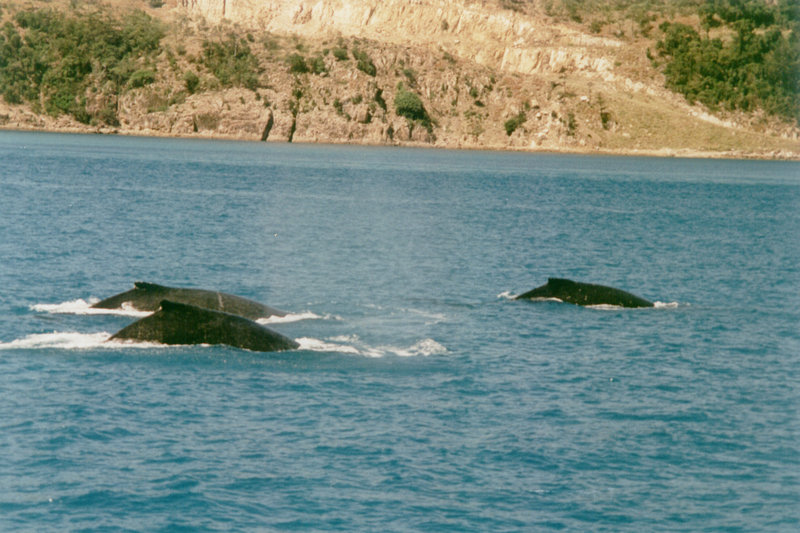
Un groupe nage le long d'une côte australienne

Bien que l’on connaisse parfaitement l’anatomie des baleines à bosse à la suite des captures des baleiniers, les phénomènes de migrations et le comportement social de l’espèce n’ont été réellement décrits que dans les années 1960 grâce à deux études séparées, pionnières en la matière, celle de R. Chittleborough et celle de W.H. Dawbin.
Roger Payne et Scott McVEy ont étudié l’espèce en 1971. Leur analyse des chants a attiré l’intérêt mondial des médias sur l’espèce et amené le public à l’idée d’une haute intelligence de l’animal. Cette impression a contribué à soutenir les mouvements d’opposition à la chasse à la baleine dans de nombreux pays
Les scientifiques réalisant que les motifs de la nageoire caudale pouvaient caractériser un individu, la baleine à bosse est devenue la baleine la plus étudiée car les autres espèces ne possédaient pas un tel moyen d’identification. Une étude, s’appuyant sur des données de 1973 à 1988 d'animaux de l’Atlantique Nord a fourni des informations détaillées sur les durées de gestation, de sevrage, sur les vitesses de croissance, etc. On a pu modéliser précisément les dynamiques de population comme si l’on avait utilisé des techniques de capture et de marquage. Un catalogue photographique répertoriant toutes les baleines connues de l’Atlantique Nord a été  mis en place à cette période ; il est suivi aujourd’hui par le Wheelock College. Des projets similaires ont débuté dans le Pacifique Nord et dans d’autres régions du globe. 
Dans l'est de Madagascar, à l'ile Sainte-Marie, une région propice à l'observation des baleines à bosse pendant leur saison de reproduction. Anjara Saloma et son équipe mènent des recherches sur la communication acoustique entre les baleines à bosse et leurs baleineaux. Leur étude se concentre sur les sons sociaux capturés dans les enregistrements acoustiques des groupes mère-baleineau, en analysant les vocalisations des femelles et de leurs petits lors des interactions mère-jeune. En identifiant les sons les plus fréquents du répertoire vocal, l'équipe a entrepris d'analyser la source des sons de basse fréquence produits par les mères, tout en mettant en évidence l'individualité de certaines vocalisations spécifiques à chaque mère et son baleineau.

### Dans la culture
Les baleines à bosse apparaissent dans les récits des marins de tous les temps. Le spectacle de ces gigantesques créatures bondissant hors de l’eau était sans doute fascinant, peut-être même effrayant. La baleine à bosse est probablement pour partie à l’origine des mythes marins de monstres et de sirènes qui charment par leurs chants les navigateurs et les entraînent dans les eaux jusqu’à la mort.
- Dans Star Trek 4 : Retour sur Terre, l’extinction des baleines à bosse est un des éléments centraux du film, une sonde inconnue d'origine extraterrestre s'approche de la Terre au XXIIIe siècle et essaye d’entrer en communication avec les baleines, avec lesquelles « ils » auraient noué un dialogue depuis des temps reculés... 
 Mais comme les baleines avaient disparu au XXIe siècle (d’après Spock), la tentative de contact échoue. L’insistance des « visiteurs » s’avère alors menaçante pour la Terre, la sonde émettant un rayonnement ionisant toute l'atmosphère et coupant toute communication humaine. Pour empêcher le pire, l’équipage de l’USS Enterprise (NCC-1701), à bord d'un vaisseau sidéral volé aux Klingons lors de Star Trek III, remonte le temps jusqu'au XXe siècle pour en ramener un couple de baleines à bosse, et sauver la Terre de la destruction.
- Dans son roman de 1878 Un capitaine de quinze ans, Jules Verne décrit la jubarte et sa chasse.
- Dans la série télévisée Océane, une baleine à bosse mâle nommée "Jarli" ("Charley" dans la version originale) est la compagne de l'héroïne Néri.